# Sokolí vrch

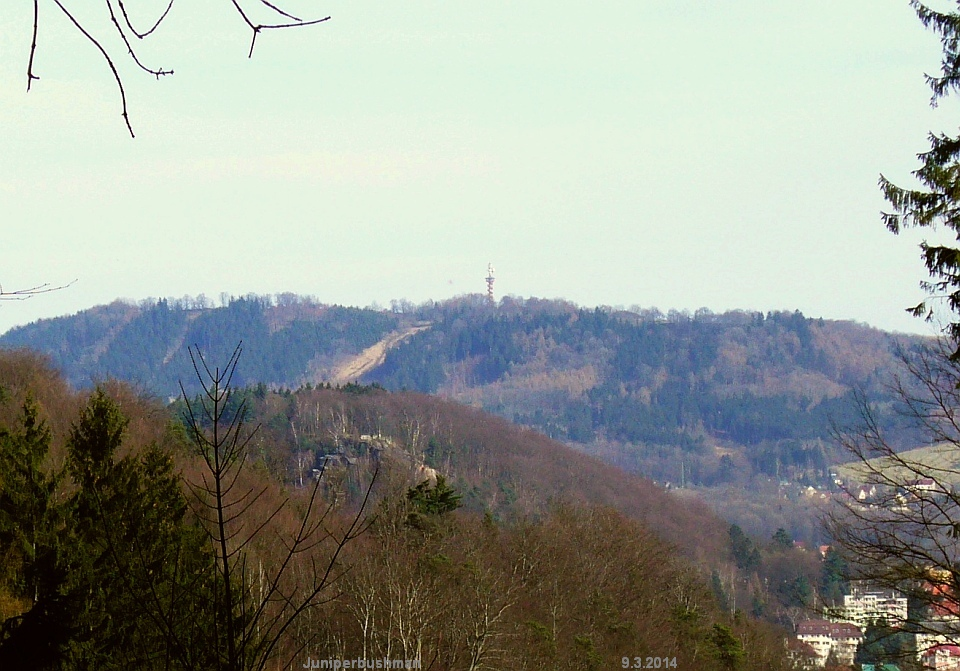
Pohled od Přípeře přes Kvádrberk na Sokolí vrch.

Sokolí vrch je 505,9 metrů vysoký kopec v Českém středohoří, zhruba 4 km východně od centra Děčína a 1,5 km severozápadně od obce Dobrná, na jejímž katastrálním území se jeho vrchol nalézá. Na mapách vyznačený vrchol s kótou 506 m není nejvyšším bodem kopce, ale cca 830 m východně se nachází bezejmenná vyvýšenina s kótou 508 m. Kopec se zarovnaným povrchem tvoří bazaltické horniny a pyroklastika. Na strmých svazích leží balvanové sutě s drobnými suťovými jeskyněmi.
Sokolí vrch spolu s 1,4 km vzdáleným Pustým vrchem vytvářejí typickou kuestu,[zdroj?] jejíž strmý severozápadní zalesněný svah spadá k obci Ludvíkovice a děčínské městské části Folknáře. Naopak zvolna se svažující svah k obci Dobrná je z větší části bezlesý a je využíván jako zemědělská půda. Rozlehlá louka dosahující až na vrchol byla do roku 1949 využívána jako letiště.[zdroj?] Přibližně 340 m jižně od vrcholu se nachází stejnojmenná rozhledna vysoká 51 metrů.